# Quattro Castella
Quattro Castella – miejscowość i gmina we Włoszech, w regionie Emilia-Romania, w prowincji Reggio Emilia.
Według danych na rok 2004 gminę zamieszkiwało 11 209 osób, 243,7 os./km².